# Дубровское сельское поселение (Ульяновская область)
Дубро́вское се́льское поселе́ние — муниципальное образование в составе Николаевского района Ульяновской области. Административный центр — село Дубровка. 

## Население
| 2010 | 2012  | 2013  | 2014 | 2015 | 2016 | 2017 |
| ---- | ----- | ----- | ---- | ---- | ---- | ---- |
| 1098 | ↘1045 | ↘1021 | ↘996 | ↘961 | ↘935 | ↘909 |
| 2018 | 2019  | 2020  | 2021 |      |      |      |
| ↘879 | ↘856  | ↘847  | ↗865 |      |      |      |

## Состав сельского поселения
В состав поселения входят 6 населённых пунктов: 3 села, 2 деревни и 1 посёлок.
| № | Населённый пункт   | Тип населённого пункта       | Население |
| - | ------------------ | ---------------------------- | --------- |
| 1 | Белое Озеро        | посёлок                      | 309       |
| 2 | Дубровка           | село, административный центр | 452       |
| 3 | Кочетовка          | деревня                      | 27        |
| 4 | Мордовский Канадей | село                         | 179       |
| 5 | Никитино           | село                         | 45        |
| 6 | Сосновка           | деревня                      | 86        |